# Fondation de la faune du Québec
La Fondation de la faune du Québec est une organisation à but non lucratif dont la mission est de promouvoir la conservation et la mise en valeur de la faune et de son habitat dans une perspective de développement durable en harmonie avec les divers facteurs sociaux et culturels. 
Pour réaliser sa mission, la fondation peut s'autofinancer, fournir du financement à tout organisme ainsi que conclure diverses ententes avec d'autres organisations.
Il existe également un Centre québécois sur la santé des animaux sauvages, chargé d’apporter une expertise vétérinaire aux domaines de la conservation et de la gestion de la faune.

## Historique
La fondation a été créée en 1984 par la Loi sur la conservation et la mise en valeur de la faune. Elle relève directement du ministère des Ressources naturelles.